# Malá mořská víla (socha)
Malá mořská víla (dánsky Den lille Havfrue je bronzová socha Edvarda Eriksena (1876–1959), která zobrazuje mořskou pannu, a nachází se na břehu moře, na promenádě Langelinie v Kodani. Je jedním z nejznámějších symbolů Kodaně a celého Dánska. Měří 1,25 metru a váží 175 kilogramů. Dílo bylo inspirováno stejnojmennou pohádkou dánského spisovatele Hanse Christiana Andersena. Odhaleno bylo 23. srpna 1913. V posledních desetiletích se stalo oblíbeným terčem vandalů a politických aktivistů. 
Modelkou při tvorbě sochy byla balerína kodaňského Královského divadla Ellen Priceová. Ta se však odmítala svlékat, a tak Eriksen podle ní vymodeloval jen hlavu, tělo tvořil podle své manželky Eline. Sponzorem díla byl Carl Jacobsen, syn zakladatele pivovaru Carlsberg. V roce 2010 byla socha poslána na výstavu Expo 2010 v Šanghaji. Byl to dosud jediný moment, kdy víla opustila Kodaň.

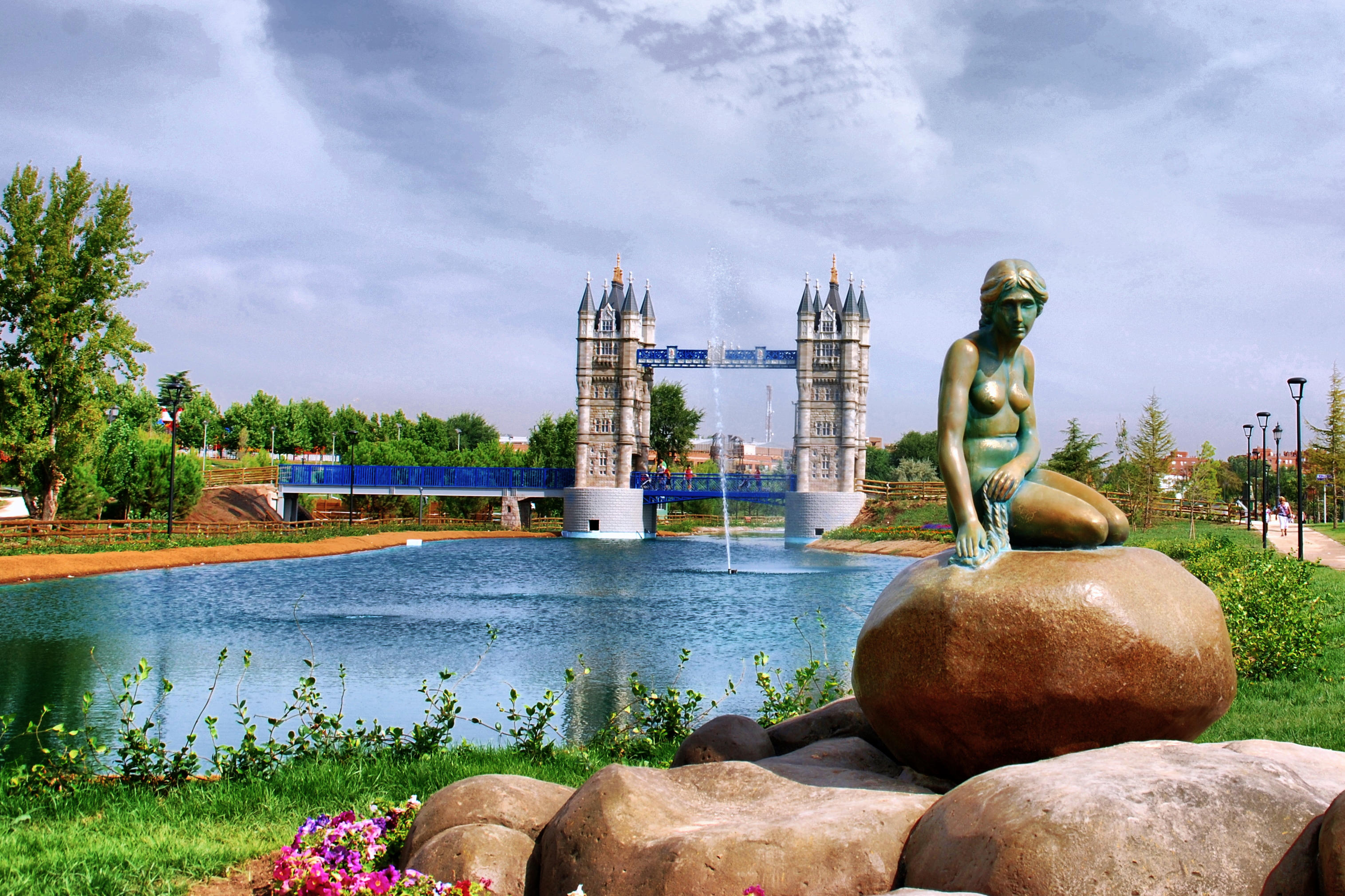
Kopie sochy v Parque Europa de Torrejón de Ardoz ve Španělsku